# Mistrovství Československa v orientačním běhu 1991
Mistrovství České a Slovenské federativní republiky v orientačním běhu proběhlo v roce 1991 ve třech individuálních disciplínách a dvou týmových.
Novinkou bylo Mistrovství družstev - smíšených sedmičlenných štafet.

## Mistrovství ČSFR na dlouhé trati
| Datum závodu   | 27. 4. 1991      |  | Místo konání    | Nový Bor • aréna  |  | Pořadatel       | OK Jiskra Nový Bor            |
| Ředitel závodu | Miroslav Beránek |  | Hlavní rozhodčí | Jaroslav Křtěnský |  | Stavitelé tratí | Jaroslav Křtěnský, J. Beránek |
| Název mapy     | Bor              |  | Web závodu      |                   |  | Výsledky závodu |                               |

| Zkrácené výsledky             | Zkrácené výsledky       | Zkrácené výsledky               | Zkrácené výsledky       | Zkrácené výsledky       | Zkrácené výsledky | Zkrácené výsledky       | Zkrácené výsledky           | Zkrácené výsledky       | Zkrácené výsledky       |
| Pořadí                        | H21 – muži              | H21 – muži                      | H21 – muži              | H21 – muži              | Pořadí            | D19 (21) – ženy         | D19 (21) – ženy             | D19 (21) – ženy         | D19 (21) – ženy         |
| ----------------------------- | ----------------------- | ------------------------------- | ----------------------- | ----------------------- | ----------------- | ----------------------- | --------------------------- | ----------------------- | ----------------------- |
| Zlatá medaile                 | Vlastimil Uchytil       | Sportcentrum Jičín              | 2:00:44                 |                         | Zlatá medaile     | Jana Cieslarová         | Slezská univerzita Ostrava  | 1:35:34                 |                         |
| Stříbrná medaile              | Jaromír Tišer           | Sportcentrum Jičín              | 2:04:46                 | +4:02                   | Stříbrná medaile  | Šárka Valášková         | USK Praha                   | 1:37:42                 | +2:08                   |
| Bronzová medaile              | Jozef Pollák            | Akademik TU Košice              | 2:05:19                 | +4:35                   | Bronzová medaile  | Mária Honzová           | Slezská univerzita Ostrava  | 1:41:49                 | +6:15                   |
| 4                             | Martin Tichovský        | VSK ČVUT Fakulta Stavební Praha | 2:07:44                 | +7:00                   | 4                 | Dana Tišerová           | Sportcentrum Jičín          | 1:42:57                 | +7:23                   |
| 5                             | Petr Kozák              | USK Praha                       | 2:10:10                 | +9:26                   | 5                 | Magda Horová            | USK Praha                   | 1:45:40                 | +10:06                  |
| 6                             | Petr Bořánek            | USK Praha                       | 2:12:51                 | +12:07                  | 6                 | Hana Lejsková           | USK Praha                   | 1:46:24                 | +10:50                  |
| 7                             | Martin Sadílek          | VSK VŠB TU Ostrava              | 2:13:35                 | +12:51                  | 7                 | Marcela Kubatková       | Slezská univerzita Ostrava  | 1:47:30                 | +11:56                  |
| 8                             | Petr Henych             | VSK ČVUT Fakulta Stavební Praha | 2:13:43                 | +12:59                  | 8                 | Olga Jirsová            | FTVS Praha                  | 1:50:27                 | +14:53                  |
| 9                             | Rudolf Ropek            | VSK Mendelu Brno                | 2:14:01                 | +13:17                  | 8                 | Ivana Kotounová         | VSK Mendelu Brno            | 1:50:27                 | +14:53                  |
| 10                            | Tomáš Lejsek            | USK Praha                       | 2:16:04                 | +15:20                  | 10                | Markéta Novotná         | USK Praha                   | 1:50:58                 | +15:24                  |
| Pořadí                        | H19 – junioři           | H19 – junioři                   | H19 – junioři           | H19 – junioři           | Pořadí            |                         |                             |                         |                         |
| Zlatá medaile                 | Aleš Drahoňovský        | OOB TJ Turnov                   | 1:46:19                 |                         |                   |                         |                             |                         |                         |
| Stříbrná medaile              | Pavel Košárek           | VSK VŠB TU Ostrava              | 1:50:25                 | +4:06                   |                   |                         |                             |                         |                         |
| Bronzová medaile              | Tomáš Doležal           | USK Praha                       | 1:54:48                 | +8:29                   |                   |                         |                             |                         |                         |
| Pořadí                        | H17 – starší dorostenci | H17 – starší dorostenci         | H17 – starší dorostenci | H17 – starší dorostenci | Pořadí            | D17 – starší dorostenky | D17 – starší dorostenky     | D17 – starší dorostenky | D17 – starší dorostenky |
| Zlatá medaile                 | Václav Zakouřil         | OOB TJ Turnov                   | 1:29:59                 |                         | Zlatá medaile     | Martina Horáčková       | Slavia Liberec orienteering | 1:18:12                 |                         |
| Stříbrná medaile              | Jan Kučera              | Tempo Praha                     | 1:34:06                 | +4:07                   | Stříbrná medaile  | Martina Lásková         | OK Slavia Hradec Králové    | 1:19:03                 | +0:51                   |
| Bronzová medaile              | Tomáš Vácha             | OK Jiskra Nový Bor              | 1:36:29                 | +6:30                   | Bronzová medaile  | Kateřina Kastnerová     | Kostelec na Hané            | 1:21:39                 | +3:27                   |
| << předchozí • následující >> |                         |                                 |                         |                         |                   |                         |                             |                         |                         |

Souhrnné informace naleznete v článku Mistrovství Československa na dlouhé trati.

## Mistrovství ČSFR jednotlivců (klasická trať)
| Datum závodu   | 10. 8. 1991  |  | Místo konání    | Tis u Blatna • aréna |  | Pořadatel       | KOS Slavia Plzeň              |
| Ředitel závodu | Zdeněk Polák |  | Hlavní rozhodčí | Petr Klimpl          |  | Stavitelé tratí | Karel Kršák, Miroslav Horáček |
| Název mapy     | Tis          |  | Web závodu      |                      |  | Výsledky závodu |                               |

| Zkrácené výsledky             | Zkrácené výsledky            | Zkrácené výsledky               | Zkrácené výsledky       | Zkrácené výsledky       | Zkrácené výsledky | Zkrácené výsledky       | Zkrácené výsledky           | Zkrácené výsledky       | Zkrácené výsledky       |
| Pořadí                        | H21 – muži                   | H21 – muži                      | H21 – muži              | H21 – muži              | Pořadí            | D19 (21) – ženy         | D19 (21) – ženy             | D19 (21) – ženy         | D19 (21) – ženy         |
| ----------------------------- | ---------------------------- | ------------------------------- | ----------------------- | ----------------------- | ----------------- | ----------------------- | --------------------------- | ----------------------- | ----------------------- |
| Zlatá medaile                 | Tomáš Prokeš                 | USK Praha                       | 1:45:12                 |                         | Zlatá medaile     | Marcela Kubatková       | Slezská univerzita Ostrava  | 1:17:24                 |                         |
| Stříbrná medaile              | Petr Kozák                   | Dukla Praha                     | 1:45:50                 | +0:38                   | Stříbrná medaile  | Petra Novotná           | VSK Mendelu Brno            | 1:19:24                 | +2:00                   |
| Bronzová medaile              | Zdeněk Zuzánek               | USK Praha                       | 1:47:12                 | +2:00                   | Bronzová medaile  | Jana Cieslarová         | Slezská univerzita Ostrava  | 1:21:47                 | +4:23                   |
| 4                             | Jiří Hlaváč                  | VSK Mendelu Brno                | 1:48:27                 | +3:15                   | 4                 | Dana Tišerová           | Sportcentrum Jičín          | 1:23:40                 | +6:16                   |
| 5                             | Vlastimil Uchytil            | Sportcentrum Jičín              | 1:49:12                 | +4:00                   | 5                 | Ada Kuchařová           | KOS TJ Tesla Brno           | 1:24:25                 | +7:01                   |
| 6                             | Rudolf Ropek                 | VSK Mendelu Brno                | 1:50:22                 | +5:10                   | 6                 | Eva Bártová             | OOB Vamberk                 | 1:25:41                 | +8:17                   |
| 7                             | Jaromír Tišer                | Sportcentrum Jičín              | 1:50:50                 | +5:38                   | 7                 | Jana Galíková           | VSK Mendelu Brno            | 1:27:03                 | +9:39                   |
| 8                             | Libor Zřídkaveselý           | SK Žabovřesky Brno              | 1:51:24                 | +6:12                   | 8                 | Lucie Komancová         | USK Praha                   | 1:28:34                 | +11:10                  |
| 9                             | Jozef Pollák                 | Akademik TU Košice              | 1:51:46                 | +6:34                   | 9                 | Hana Lejsková           | USK Praha                   | 1:30:11                 | +12:47                  |
| 10                            | Josef Hubáček                | OOB TJ Slovan Luhačovice        | 1:52:01                 | +6:49                   | 10                | Šárka Valášková         | USK Praha                   | 1:32:27                 | +15:03                  |
| Pořadí                        | H19 – junioři                | H19 – junioři                   | H19 – junioři           | H19 – junioři           | Pořadí            |                         |                             |                         |                         |
| Zlatá medaile                 | Tomáš Doležal                | USK Praha                       | 1:29:51                 |                         |                   |                         |                             |                         |                         |
| Stříbrná medaile              | Pavel Žemlík                 | VSK Mendelu Brno                | 1:31:26                 | +1:35                   |                   |                         |                             |                         |                         |
| Bronzová medaile              | Marek Zrostlík               | USK Praha                       | 1:34:19                 | +4:28                   |                   |                         |                             |                         |                         |
| Pořadí                        | H17 – starší dorostenci      | H17 – starší dorostenci         | H17 – starší dorostenci | H17 – starší dorostenci | Pořadí            | D17 – starší dorostenky | D17 – starší dorostenky     | D17 – starší dorostenky | D17 – starší dorostenky |
| Zlatá medaile                 | Václav Zakouřil              | OOB TJ Turnov                   | 1:16:16                 |                         | Zlatá medaile     | Martina Horáčková       | Slavia Liberec orienteering | 54:41                   |                         |
| Stříbrná medaile              | Pavel Horák                  | Tempo Praha                     | 1:20:54                 | +4:38                   | Stříbrná medaile  | Pavla Bočková           | KOS TJ Tesla Brno           | 57:15                   | +2:34                   |
| Bronzová medaile              | Radek Novotný Janusz Porzycz | OK Slavia Hradec Králové Polsko | 1:21:16                 | +5:00                   | Bronzová medaile  | Kateřina Kastnerová     | Kostelec na Hané            | 1:00:07                 | +5:26                   |
| Pořadí                        | H15 – mladší dorostenci      | H15 – mladší dorostenci         | H15 – mladší dorostenci | H15 – mladší dorostenci | Pořadí            | D15 – mladší dorostenky | D15 – mladší dorostenky     | D15 – mladší dorostenky | D15 – mladší dorostenky |
| Zlatá medaile                 | Martin Janďourek             | OK Jilemnice                    | 58:18                   |                         | Zlatá medaile     | Jana Kuncová            | SOOB Spartak Rychnov n.Kn.  | 53:30                   |                         |
| Stříbrná medaile              | Martin Šenkýř                | SKOB Zlín                       | 1:06:33                 | +8:15                   | Stříbrná medaile  | Eva Knyplová            | Lokomotiva Šumperk          | 54:30                   | +1:00                   |
| Bronzová medaile              | Pavel Dittrich               | OOB TJ Slezan Opava             | 1:06:47                 | +8:29                   | Bronzová medaile  | Lenka Koblížková        | Jindřichův Hradec           | 54:38                   | +1:08                   |
| << předchozí • následující >> |                              |                                 |                         |                         |                   |                         |                             |                         |                         |

Souhrnné informace naleznete v článku Mistrovství Československa v orientačním běhu jednotlivců.

## Mistrovství ČSFR na krátké trati
| Datum závodu   | 11. 8. 1991 |  | Místo konání    | Vysoká Libyně • aréna |  | Pořadatel       | KOS Slavia Plzeň |
| Ředitel závodu |             |  | Hlavní rozhodčí |                       |  | Stavitelé tratí |                  |
| Název mapy     | Bor         |  | Web závodu      |                       |  | Výsledky závodu |                  |

| Zkrácené výsledky             | Zkrácené výsledky            | Zkrácené výsledky               | Zkrácené výsledky            | Zkrácené výsledky            | Zkrácené výsledky | Zkrácené výsledky              | Zkrácené výsledky                    | Zkrácené výsledky            | Zkrácené výsledky            |
| Pořadí                        | H19 (21) – muži              | H19 (21) – muži                 | H19 (21) – muži              | H19 (21) – muži              | Pořadí            | D19 (21) – ženy                | D19 (21) – ženy                      | D19 (21) – ženy              | D19 (21) – ženy              |
| ----------------------------- | ---------------------------- | ------------------------------- | ---------------------------- | ---------------------------- | ----------------- | ------------------------------ | ------------------------------------ | ---------------------------- | ---------------------------- |
| Zlatá medaile                 | Jiří Hlaváč                  | VSK Mendelu Brno                | 35:57                        |                              | Zlatá medaile     | Petra Novotná                  | VSK Mendelu Brno                     | 32:34                        |                              |
| Stříbrná medaile              | Tomáš Prokeš                 | USK Praha                       | 36:12                        | +0:15                        | Stříbrná medaile  | Ada Kuchařová                  | KOS TJ Tesla Brno                    | 34:08                        | +1:34                        |
| Bronzová medaile              | Petr Kozák                   | Dukla Praha                     | 36:16                        | +0:19                        | Bronzová medaile  | Reka Tóth                      | Maďarsko                             | 34:26                        | +1:52                        |
| 4                             | Martin Tichovský             | VSK ČVUT Fakulta Stavební Praha | 36:17                        | +0:20                        | 4                 | Marcela Kubatková              | Slezská univerzita Ostrava           | 34:41                        | +2:07                        |
| 5                             | Petr Bořánek                 | USK Praha                       | 36:32                        | +0:35                        | 5                 | Jana Galíková                  | VSK Mendelu Brno                     | 35:26                        | +2:52                        |
| 6                             | Petr Henych                  | VSK ČVUT Fakulta Stavební Praha | 36:42                        | +0:45                        | 6                 | Lucie Komancová                | USK Praha                            | 36:08                        | +3:34                        |
| 7                             | Petr Vavrys                  | OOB TJ Slovan Luhačovice        | 37:00                        | +1:03                        | 7                 | Jana Cieslarová                | Slezská univerzita Ostrava           | 36:40                        | +4:06                        |
| 8                             | Vlastimil Uchytil            | Sportcentrum Jičín              | 37:04                        | +1:07                        | 8                 | Katalin Oláh                   | Maďarsko                             | 37:25                        | +4:51                        |
| 9                             | Gábor Pavlovics              | Maďarsko                        | 37:40                        | +1:43                        | 9                 | Šárka Valášková                | USK Praha                            | 38:38                        | +6:04                        |
| 10                            | Petr Utinek                  | VSK ČVUT Fakulta Stavební Praha | 37:43                        | +1:46                        | 10                | Hana Lejsková                  | USK Praha                            | 38:42                        | +6:08                        |
| Pořadí                        | H15 (17) - starší dorostenci | H15 (17) - starší dorostenci    | H15 (17) - starší dorostenci | H15 (17) - starší dorostenci | Pořadí            | D15 (17) - starší dorostenky   | D15 (17) - starší dorostenky         | D15 (17) - starší dorostenky | D15 (17) - starší dorostenky |
| Zlatá medaile                 | Václav Zakouřil              | OOB TJ Turnov                   | 33:07                        |                              | Zlatá medaile     | Pavla Bočková                  | KOS TJ Tesla Brno                    | 24:21                        |                              |
| Stříbrná medaile              | Martin Štěpánek              | SK Žabovřesky Brno              | 33:17                        | +0:10                        | Stříbrná medaile  | Lenka Koblížková               | Jindřichův Hradec                    | 24:47                        | +0:26                        |
| Bronzová medaile              | Daniel Vláčil                | KOB ZPV Prostějov               | 33:22                        | +0:15                        | Bronzová medaile  | Nataša Přerovská Lenka Čechová | SK Žabovřesky Brno KOS TJ Tesla Brno | 25:17                        | +0:56                        |
| << předchozí • následující >> |                              |                                 |                              |                              |                   |                                |                                      |                              |                              |

Souhrnné informace naleznete v článku Mistrovství Československa v orientačním běhu na krátké trati.

## Mistrovství ČSFR družstev
| Datum závodu   | 28. 9. 1991         |  | Místo konání    | Turnov - Kadeřavec • aréna |  | Pořadatel       | OOB TJ Turnov |
| Ředitel závodu |                     |  | Hlavní rozhodčí |                            |  | Stavitelé tratí | Jiří Konopáč  |
| Název mapy     | Svatá Anna + Kozlov |  | Web závodu      |                            |  | Výsledky závodu |               |

Z protokolu závodu: V kategorii dospělých byl na 5. úseku uveden chybný kód na 1. kontrole, závod byl přerušen a po dokončení jej jury zrušila jako M ČSFR a uznala pouze jako veřejný závod.
| Zlatá medaile    | OK Slavia Hradec Králové Michal Jedlička Jiří Paclík Lucie Středová Martina Lásková Veronika Holcmanová Jan Netuka Radek Novotný | 5:39:00 |        |
| Stříbrná medaile | Sportcentrum Jičín Jan Hain Aleš Fikker ? Machová Dagmar Hvězdová Olga Bártová Petr Kraus Jaroslav Tuma                          | 5:47:00 | +8:00  |
| Bronzová medaile | SK Žabovřesky Brno Eduard Štěrbák Petr Palát Eva Švandová Šárka Střítezská Nataša Přerovská David Zámečník Martin Štěpánek       | 6:07:42 | +28:42 |
| 4                | KOB ZPV Prostějov Daniel Vláčil Martin Ježek Jana Fládrová Kateřina Fládrová Dita Smolková Marek Otruba Kamil Arnošt             | 6:18:26 | +39:26 |
| 5                | SKOB Zlín Petr Pernička Jakub Pastuszek Hana Šidlová Barbora Nešporová Marcela Urbancová Martin Šenkýř Ondřej Sadílek            | 6:19:05 | +40:05 |
| následující >>   | |         |        |

Souhrnné informace naleznete v článku Mistrovství Československa v orientačním běhu družstev.

## Mistrovství ČSFR štafet
| Datum závodu   | 29. 9. 1991 |  | Místo konání    | Ostružno • aréna |  | Pořadatel       | Sportcentrum Jičín |
| Ředitel závodu |             |  | Hlavní rozhodčí |                  |  | Stavitelé tratí | Jan Prášil         |
| Název mapy     | Řáholec     |  | Web závodu      |                  |  | Výsledky závodu |                    |

| Zkrácené výsledky             | Zkrácené výsledky                                                        | Zkrácené výsledky | Zkrácené výsledky | Zkrácené výsledky | Zkrácené výsledky                                                             | Zkrácené výsledky | Zkrácené výsledky | Zkrácené výsledky | Zkrácené výsledky |
| Pořadí                        | H21 – muži                                                               | H21 – muži        | H21 – muži        | Pořadí            | D21 – ženy                                                                    | D21 – ženy        | D21 – ženy        |                   |                   |
| ----------------------------- | ------------------------------------------------------------------------ | ----------------- | ----------------- | ----------------- | ----------------------------------------------------------------------------- | ----------------- | ----------------- | ----------------- | ----------------- |
| Zlatá medaile                 | Sportcentrum Jičín Milan Novotný Jaromír Tišer Vlastimil Uchytil         | 2:59:34           |                   | Zlatá medaile     | Slezská univerzita Ostrava Mária Honzová Marcela Kubatková Jana Cieslarová    | 2:25:42           |                   |                   |                   |
| Stříbrná medaile              | USK Praha Petr Bořánek Zdeněk Zuzánek Jan Gajda                          | 3:01:33           | +1:59             | Stříbrná medaile  | USK Praha Lucie Komancová Šárka Valášková Hana Lejsková                       | 2:31:38           | +5:56             |                   |                   |
| Bronzová medaile              | VSK ČVUT Fakulta Stavební Praha Luboš Semík Petr Utinek Martin Tichovský | 3:02:34           | +3:00             | Bronzová medaile  | VSK Mendelu Brno Ivana Kotounová Petra Novotná Jana Galíková                  | 2:34:04           | +8:22             |                   |                   |
| 4                             | VSK Mendelu Brno Tomáš Honzík Rudolf Ropek Tomáš Podmolík                | 3:04:53           | +5:19             | 4                 | USK Praha Magda Horová Markéta Novotná Kristýna Šimůnková                     | 2:45:18           | +19:36            |                   |                   |
| 5                             | USK Praha Martin Škvor Petr Valášek Tomáš Lejsek                         | 3:06:36           | +7:02             | 5                 | OOB Vamberk Jana Veverková Jana Smutná Eva Bártová                            | 2:46:09           | +20:27            |                   |                   |
| Pořadí                        | H17 – dorostenci                                                         | H17 – dorostenci  | H17 – dorostenci  | Pořadí            | D17 – dorostenky                                                              | D17 – dorostenky  | D17 – dorostenky  |                   |                   |
| Zlatá medaile                 | KOB ZPV Prostějov Daniel Vláčil Marek Otruba Kamil Arnošt                | 2:17:47           |                   | Zlatá medaile     | TJ TŽ Třinec Jitka Drabinová Kateřina Heczková Hana Doleželová                | 1:53:58           |                   |                   |                   |
| Stříbrná medaile              | Tempo Praha Milan Jirásek Jan Kučera Pavel Horák                         | 2:18:05           | +0:18             | Stříbrná medaile  | SKP Hradec Králové Markéta Pacltová Hana Ryglová Iva Navrátilová              | 1:57:59           | +4:01             |                   |                   |
| Bronzová medaile              | OOB TJ Turnov Tomáš Zakouřil Petr Kvapil Václav Zakouřil                 | 2:19:07           | +1:20             | Bronzová medaile  | Slavia Liberec orienteering Kateřina Přindová Marie Dvorská Martina Horáčková | 1:59:58           | +6:00             |                   |                   |
| << předchozí • následující >> |                                                                          |                   |                   |                   |                                                                               |                   |                   |                   |                   |

Souhrnné informace naleznete v článku Mistrovství Československa v orientačním běhu štafet.